# Laghetto (Vicenza)
Laghetto è un quartiere del comune italiano di Vicenza.
Si tratta di uno dei quartieri più settentrionali della città. Confina a nord con la frazione di Polegge, a sud con il quartiere di San Bortolo, a est con il fiume Astichello (Zona Cricoli - Saviabona) e a ovest con via Sant'Antonino, che porta al comune di Caldogno.

## Geografia

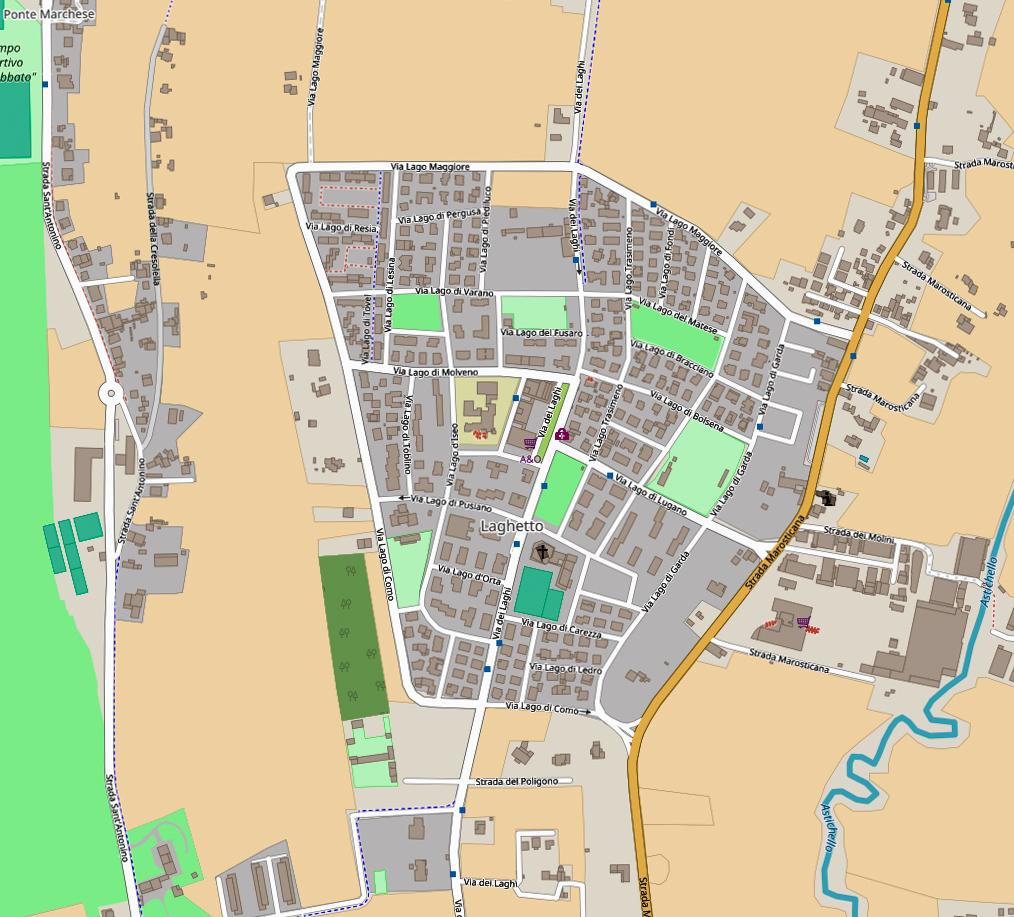
Mappa del quartiere di Laghetto

Il territorio di Laghetto corrisponde a un trapezio irregolare di circa 160 ha, totalmente pianeggiante e ricchissimo d'acqua; dalle falde esistenti a poca profondità a suo tempo furono ricavato diversi pozzi artesiani. Prima dell'urbanizzazione degli anni settanta era percorso dalla Roggia del Trissino e dalle sue numerose ramificazioni.
Ad est è delimitato dal corso del fiume Astichello, le cui acque un tempo fornivano forza motrice a diversi mulini (una delle strade ancora si chiama "Maglio di Laghetto").

## Storia

### Toponimo
Il nome fa riferimento, evidentemente, ai residui del Lacus Pusterlae (Lago Pusterla), che per secoli hanno caratterizzato una parte del territorio. Il primo abitato, di origine medievale, per secoli fu chiamato "Lago".

### Medioevo ed età moderna
Nel Basso Medioevo, dopo la deviazione operata dai vicentini del fiume Astico e il progressivo prosciugamento del Lacus Pusterlae, al centro della depressione compresa tra i fiumi Bacchiglione e Astichello - una striscia di territorio allungato in direzione nord-sud, caratterizzato dalla presenza di paludi e percorso da canali - si costituirono due abitati: Polegge e Lago.
Nell'organizzazione medievale della città di Vicenza, le due contrade facevano parte della Coltura Pusterle e dal punto di vista ecclesiastico dipendevano dalla parrocchia di San Marco.
Nel 1492, l'anno seguente alla costruzione della chiesa di Polegge e la sua erezione a parrocchia autonoma, un'altra chiesetta fu edificata in contrada Lago a cura della famiglia Barbaran, ma solo quella di Polegge ebbe la giurisdizione parrocchiale.
Per alcuni secoli quasi tutto il territorio di Laghetto (circa 400 campi vicentini) fu di proprietà della famiglia dei conti Barbaran. In Ca' Barbarana, al limite con Polegge, tra il 1550 e il 1570 fecero costruire un grande edificio, chiamato Casa di campagna - che collegarono alla strada Marosticana con la lunga strada poderale Barbarana - insieme con una foresteria, alcune fattorie, la chiesetta di San Giovanni Battista (al posto della precedente forse distrutta da un'alluvione) e un'annessa canonica.

### Età contemporanea
A Laghetto, fino all'Ottocento, non si ha notizia di una vera comunità organizzata dal punto di vista civile e religioso; la stessa chiesetta era un oratorio gentilizio, eretto per servire i membri della famiglia Barbaran e i loro lavoranti, e solo per benevola concessione aperta ai villici della zona.
Agli inizi del Novecento  la zona era poverissima, la quasi totalità delle famiglie viveva nell'indigenza, con quello che ricavava dalla poca terra che coltivava. La prima piccola industria del luogo fu la fornace di laterizi sorta con le prime case; ad essa seguirono due o tre mulini, nel 1910 quello a cilindri, poi il maglio e la fabbrica di stoppini e quella di conserve alimentari. Stante la distanza dalla scuola (la prima venne aperta lungo la strada Marosticana solo nel 1945) nella prima metà del secolo circa il 50% delle persone anziane era analfabeta.
Il 18 novembre 1944 la zona, che si trovava vicino all'aeroporto militare, fu sconvolta da un massiccio bombardamento alleato, durante il quale furono sganciate circa 20 000 bombe a spillo e che causò un migliaio di morti tra i lavoratori chiamati a sistemare le piste, tra cui una quarantina di abitanti di Laghetto.
Rimase zona completamente agricola fino al 1968, quando contava circa 500 abitanti, con un paio di ville e alcune fattorie, attraversata per tutta la lunghezza dalla Roggia del Trissino. Le abitazioni erano poste lungo la strada Marosticana e tra questa e l'Astichello.
Nel 1966 il Comune di Vicenza bandì l'avviso per l'urbanizzazione della zona, con la costruzione di una zona P.E.E.P. (Piano di Edilizia Economica Popolare), che venne completamente realizzata nel corso di un quinquennio, compresa la costruzione di strade, infrastrutture, scuole e una nuova chiesa. Il nuovo quartiere fu concepito come residenziale, mentre nella zona abitata in precedenza si svilupparono nuove piccole fabbriche e laboratori.

## Monumenti e luoghi d'interesse

### Edifici religiosi

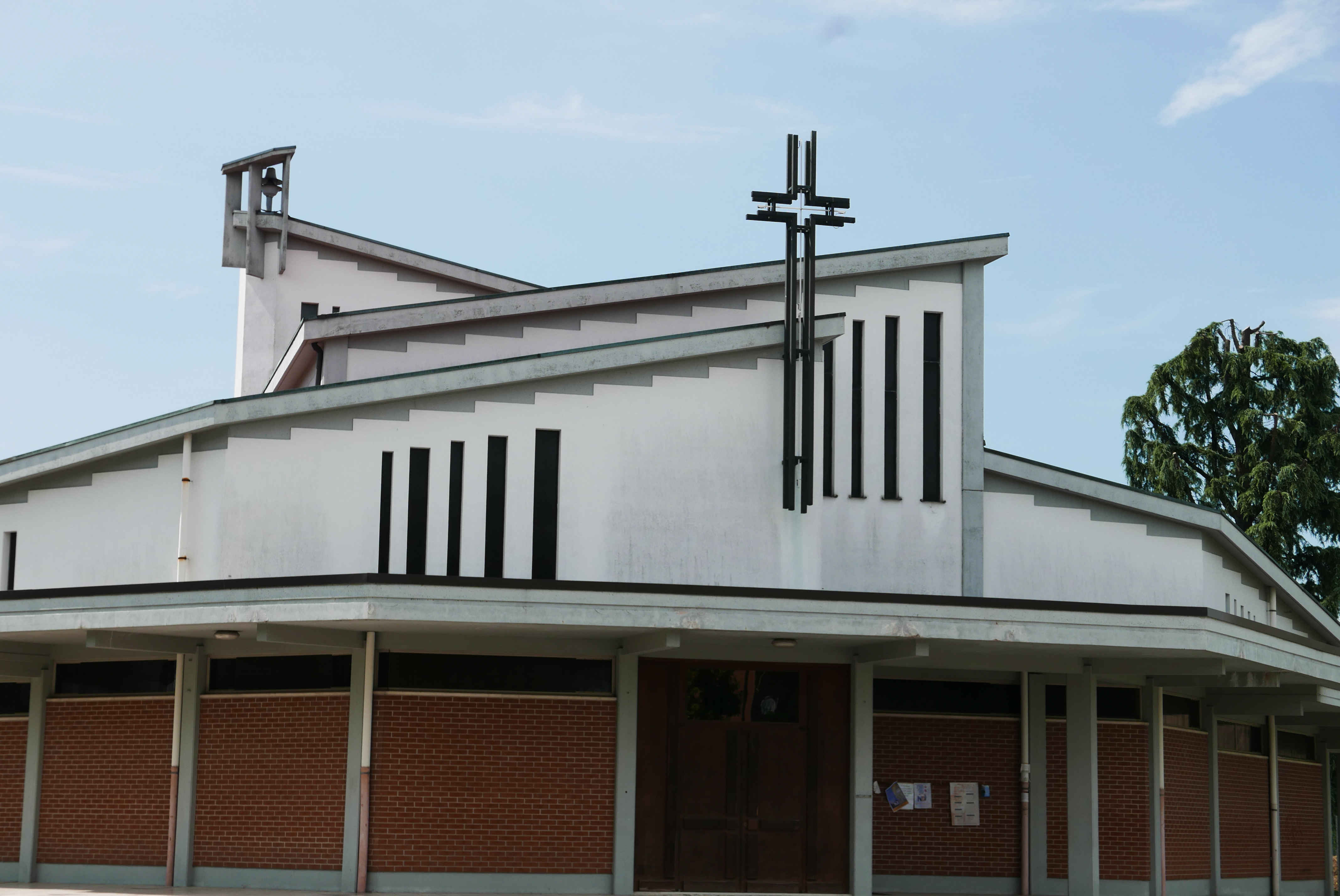
Chiesa parrocchiale di San Giovanni Battista

Chiesa parrocchiale di San Giovanni Battista 45.573105°N 11.544692°E
Fu inaugurata dal Vescovo di Vicenza Arnoldo Onisto nel 1978, sostituendo la chiesetta posta sulla Marosticana come sede parrocchiale. Struttura moderna, all'interno la parete absidale ha tre mosaici (il Cristo Risorto, la Vergine e san Giovanni Battista) ideati da Pietro Cantù e realizzati dalla Scuola Mosaicisti del Friuli di Spilimbergo.
Chiesetta di San Giovanni Battista 45.573759°N 11.550533°E
Un edificio, molto più piccolo dell'attuale, fu fatto costruire dal conte Giovanni Battista Barbaran nel 1568. Nel 1946 la costruzione fu allungata e contemporaneamente venne costruito un massiccio campanile. All'interno si trovano il monumento funerario del conte Barbaran e una bella statua di Maria Ausiliatrice. Nel 1937 la chiesa fu dichiarata ufficialmente sede di curazia autonoma rispetto alla parrocchia di San Marco e dal 1957 divenne parrocchia.
Capitello alla Madonna 45.343672°N 11.423414°E
Nel 2015 è stato inaugurato anche un Capitello in Via dei Laghi, dedicato alla Madonna del Vangelo, situato nella proprietà della Villa Breganze. A forma di prisma triangolare, custodisce al suo interno una scultura in legno raffigurante la Madonna, con cinque bambini ai suoi piedi (per ricordare la Madonna di Monte Berico) e la mano di Dio scolpita sullo sfondo.

### Ville
Villa Breganze Oliva 45.577587°N 11.544994°E
Edificio del XVIII secolo, che ne ha incorporato uno precedente; di forme semplici e armoniose, ha uno stile elegante che lo avvicina all'architettura palladiana.
Villa Saccardo-Cerato 45.579633°N 11.552064°E
Prospetta sulla strada Marosticana, al confine tra Polegge e Laghetto. Edificata sopra un'antica costruzione precedente, fu della famiglia Saccardo nei secoli XIX e XX. I restauri hanno valorizzato le parti principali della villa.
Sull'altro lato della strada vi è un'altra costruzione assai antica - anche se in stato di abbandono - di pertinenza della villa, con grosse mura rinforzate da barbacane e grossi pilastri in cotto.

## Cultura
A Laghetto vi sono una scuola dell'infanzia, una scuola primaria e una scuola secondaria di primo grado, tutte comunali. Vi è anche una sede succursale della Biblioteca Civica Bertoliana che dal 2020 risiede nella ex scuola primaria nella quale sorge Lagorà, centro culturale a vocazione generativa. 

## Infrastrutture e trasporti
Principale via di comunicazione è la SP 248 Schiavonesca-Marosticana, che separa la zona residenziale P.E.E.P. ad ovest da quella più antica, ora prevalentemente a carattere artigianale, ad est. All'interno della zona residenziale si sviluppa una rete di vie intitolate ai diversi laghi d'Italia, intorno alla principale via dei Laghi.
Il quartiere è servito dalla linea autobus N° 2 (territorio Urbano) di SVT.